# 阿里贝特·海曼
阿里贝特·海曼（德語：Aribert Heymann，1898年12月9日—1946年），德国男子曲棍球运动员，所属俱乐部是柏林HC。他曾代表德国参加1928年夏季奥林匹克运动会曲棍球比赛，获得一枚铜牌。